# Skiryci
Skiryci (stgr. Σκιρῖται Skiritai) – mieszkańcy jednej z osad periojków w starożytnej Sparcie. W bitwach zwyczajowo umieszczani na lewym skrzydle armii spartańskiej; pełnili też straż nocną w spartańskim obozie.